# Alviso
Alviso è il chipset che, abbinato al processore mobile Pentium M Dothan, è andato a costituire la piattaforma Centrino Sonoma agli inizi del 2005, evoluzione della piattaforma Carmel.
Con il nome in codice Alviso veniva indicata in realtà la variante i915GM del chipset per desktop i915 presentato a metà 2004 e conosciuto a sua volta con un nome in codice, Grantsdale.
Dato che la piattaforma Sonoma è succeduta alla piattaforma Carmel, Alviso è stato il successore del chipset i855 alla base proprio di Carmel.

## Caratteristiche tecniche
Essendo una variante dell'i915 specificamente progettata per l'utilizzo in sistemi portatili, le caratteristiche di Alviso riprendevano in buona parte quelle del "fratello maggiore", sebbene in alcuni casi queste siano state leggermente limitate data l'inutilità di integrare alcune caratteristiche avanzate in un sistema portatile. Limitando tale supporto però, è stato possibile inserire altre tecnologie specificatamente pensate per l'ambito mobile che hanno contribuito a migliorare soprattutto il consumo energetico dell'intera piattaforma.
Come la versione principale per i desktop, Alviso era prodotto nel package Ball Grid Array 1257 da 37,5x40 mm ma, a differenza di questa, che doveva fornire supporto alle prime CPU basate sul nuovo Socket 775, ovvero i Pentium 4 Prescott, Alviso è stato progettato specificatamente per supportare al meglio il processore alla base della sua piattaforma, vale a dire il Pentium M Dothan.
A differenza del modello principale, la memoria RAM veniva supportata in quantitativo massimo di 2 GB di DDR2 in configurazione dual channel (ripartita in 2 banchi), mentre lo standard rimaneva lo stesso, DDR2-533 (il predecessore i855 invece offriva supporto solo alla tradizionale memoria DDR-266).
Per quanto riguarda il BUS invece, esso era stato aumentato rispetto al predecessore i855, arrivando a 533 MHz, ma rimase comunque più basso di quello a 800 MHz offerto dall'i915 Grantsdale. L'interfaccia di connessione con la scheda video, invece, era la stessa, ovvero quella PCI Express x16, mentre era rimasto libero il supporto per altre 6 linee PCI Express che potevano venire utilizzate dai produttori di notebook a propria discrezione.
Anche per quanto riguarda il southbridge, furono introdotte alcune novità: rispetto a quanto fatto con il precedente chipset i855, Alviso integrava l'ICH6-M (variante mobile dell'ICH6 integrato nell'i915 Grantsdale) il quale offriva fino a 8 porte USB 2.0. Dato il rapido sviluppo dell'interfaccia SATA, Intel ha scelto di limitare il supporto ad un unico canale PATA di tipo UltraATA 100 con supporto RAID alle modalità "0", "1", e Intel Matrix (il modello principale offre anche la modalità "5"). Dal punto di vista dell'interfaccia SATA invece, Calistoga supportava il nuovo standard SATA 2.5 che prevedeva fino a 2 porte di tipo SATA-300, contro le 4 dell'i945 Lakeport. Si tratta di uno standard che, teoricamente, è in grado di offrire un'ampiezza di banda doppia per ciascuna periferica collegata, rispetto a quanto era possibile con il predecessore Alviso.
Rimaneva ancora il controller per 2 canali PATA di tipo UltraATA 100 con supporto RAID, ma veniva integrata anche la modalità "1" oltre alla "0" già presente precedentemente. Sebbene già integrato nella precedente generazione per desktop, in ambito mobile lo standard SATA fece il suo debutto proprio con il chipset Alviso, grazie al supporto per 2 porte SATA-150.
Inoltre, lo standard audio integrato divenne l'"High Definition Audio" (come nella variante per desktop), chiamato da Intel con il nome in codice Azalia. La qualità era nettamente migliorata rispetto a quella dello standard AC '97 integrato nell'i855 e, per la prima volta, un sistema audio integrato poteva svolgere le funzioni di un impianto home theater. Dato che l'interfaccia di connessione era diventata quella PCI Express, Intel decise di offrire il supporto alla scheda di rete attraverso questo protocollo, in luogo dei precedenti PCI e CSA.
Infine, anche la comunicazione tra Northbridge e Southbridge venne notevolmente migliorata, infatti la tradizionale interfaccia a 266 MB/s dell'i855 venne sostituita dalla cosiddetta Direct Media Interface da 1 GB/s basata anch'essa sul BUS PCI Express.
Infine era presente anche il modulo Wi-Fi Calexico (PRO/Wireless 2915ABG) per il supporto agli standard 802.11 a/b/g.

### Sottocomparto grafico
Dal punto di vista del sotto-comparto grafico, Alviso ereditava dall'i915 Grantsdale, il chip grafico GMA 900 funzionante a 200 MHz (nella versione principale funzionava a 320 MHz), capace di supportare le OpenGL 1.4, DirectX 9 e la decodifica hardware MPEG-2.
La memoria utilizzabile dal comparto grafico, condivisa con il resto del sistema, era di 224 MB gestita in maniera dinamica dalla tecnologia Dynamic Video Memory in base alle esigenze. Il clock della sezione video, inoltre poteva essere abbassato fino a 133 MHz quando non era necessaria la massima potenza utile in modo da contribuire al risparmio energetico.
Il GMA 900 disponeva di 4 pixel pipeline. Le altre caratteristiche, come i vertex shader, dovevano essere emulate dalla CPU. A differenza degli altri processori grafici che implementavano completamente le DirectX 9, come le contemporanee Mobility Radeon X300 di ATI o l'Nvidia GeForce Go 6200, le prestazioni vertex shader del GMA 950 (e così le prestazioni generali 3D) si appoggiavano sulla CPU scalando di conseguenza con le frequenze della stessa.
La risoluzione massima supportata si spingeva fino a 1600x1200 pixel.

## Il successore
Alviso, ovvero l'i915GM, venne seguito a gennaio 2006, dal chipset Calistoga che era alla base della nuova piattaforma Centrino Duo Napa.
Così come Alviso era praticamente la versione mobile dell'i915 Grantsdale, così anche Calistoga era la versione mobile del chipset desktop i945 Lakeport presentato da Intel a metà 2005; a conferma di questo fatto, Calistoga implementava il southbridge ICH7-M, variante mobile dell'ICH7 integrato in Lakeport.